# Milchwerke Mittelelbe
Die Milchwerke „Mittelelbe“ GmbH (vormals VEB Dauermilchwerke Stendal) ist ein deutscher Hersteller von Trockenmilchprodukten. Die Milchwerke sind Teil der Krüger-Gruppe und stellen Vorprodukte für Industrie und Handel her, sind aber auch Anbieter eigener Produkte wie Babynahrung. Das Gesamtproduktionsvolumen liegt bei ca. 100.000 t/Jahr.

## Geschichte
1949 entstand der Volkseigene Betrieb VEB Dauermilchwerke Stendal. Standort war eine ausgebombte und völlig ausgebrannte Ruine südlich der Stadt außerhalb des alten Befestigungsgürtels. Im Zuge des schrittweisen Aufbaus und der Entwicklung des Betriebes wurde zuerst mit der Herstellung von technischen Lactosen für die Penicillin-Erzeugung begonnen. 1953 nahm der Betrieb die Eier-Verarbeitung auf.
Durch die Herstellung von Milchpulver-, Milchzucker- und Eipulverprodukten entwickelte sich der Betrieb zum größten und modernsten Dauermilchwerk der DDR. Er galt als Zentrum der Säuglingsernährung und als größter Exportbetrieb der milchverarbeitenden Industrie der DDR.
1964 waren im VEB Dauermilchwerke Stendal 368 Beschäftigte angestellt, davon ein Drittel Frauen. Die Warenproduktion konnte von 515.000 MDN im Jahr 1951 auf 12.885.000 MDN im Jahr 1964 gesteigert werden.
1965 wurden in dem Betrieb jährlich fast eine Milliarde Liter Milch zu Dauermilch-Erzeugnissen verarbeitet.
1991 erfolgte die Umbenennung in Milchwerke „Mittelelbe“ GmbH und die Übernahme durch die Krüger-Gruppe.
2018 wurde ein 16.000 Quadratmeter großes Logistikzentrum in Stendal in Betrieb genommen.